# Церковь Святого Дунстана (Кентербери)
Церковь Святого Дунстана (англ. St. Dunstan's, Canterbury) — англиканская церковь в городе Кентербери, Кент, Англия. Посвящена в честь Святого Дунстана (909—988). От церкви происходит название части города на левом берегу реки Стаур.
Основание церкви датируется XI веком. Здание является памятником культурного наследия Великобритании I класса. Была восстановлена в 1878-80 годах церковным архитектором Юаном Кристианом. Является крупным местом паломничества благодаря своим связям со смертью Томаса Бекета и Томаса Мора.

## История

### Святой Дунстан
Дунстан был архиепископом Кентерберийским с 960 по 978 год и был канонизирован вскоре после его смерти, став любимым святым англичан, пока 200 лет спустя его не вытеснил Томас Бекет. Дунстан был похоронен в Кентерберийском соборе, однако его могила была разрушена во время Реформации.

### Святой Томас Бекет
В 1174 году, когда Генрих II начал свое покаянное паломничество из-за убийства архиепископа Томаса Беккета, он переоделся во вретище в церкви Святого Дунстана и начал своё паломничество оттуда к могиле Томаса Беккета в Кентерберийском соборе.

### Святой Томас Мор
Дочь Томаса Мора, Маргарет, сняла голову своего отца с пики на Лондонском мосту и захоронила её в семейном склепе своего мужа, Уильяма Ропера. Семья Роперов жила неподалеку от нынешней улицы Святого Дунстана. То, что осталось от их дома, называется Воротами Ропера. Ныне это место отмечено мемориальной табличкой.